# العلاقات الإسرائيلية السيشلية
العلاقات الإسرائيلية السيشلية هي العلاقات الثنائية التي تجمع بين إسرائيل وسيشل.

## مقارنة بين البلدين
هذه مقارنة عامة ومرجعية للدولتين:
| وجه المقارنة                                              | إسرائيل                                                             | سيشل                                                |
| --------------------------------------------------------- | ------------------------------------------------------------------- | --------------------------------------------------- |
| المساحة (كم2)                                             | 20.77 ألف                                                           | 459                                                 |
| عدد السكان (نسمة)                                         | 8.89 مليون                                                          | 95.84 ألف                                           |
| الكثافة السكانية (ن./كم²)                                 | 428.02                                                              | 20.88 ألف                                           |
| العاصمة                                                   | القدس                                                               | فيكتوريا                                            |
| اللغة الرسمية                                             | اللغة العبرية، اللغة العربية                                        | لغة فرنسية، لغة إنجليزية، اللغة الكريولية السيشيلية |
| العملة                                                    | شيكل إسرائيلي جديد، شيكل إسرائيلي قديم، جنيه فلسطيني، جنيه إسرائيلي | روبية سيشلية                                        |
| الناتج المحلي الإجمالي (بليون دولار)                      | 350.85 مليار                                                        | 1.49 مليار                                          |
| الناتج المحلي الإجمالي (تعادل القوة الشرائية) بليون دولار | 306.51 مليار                                                        | 2.54 مليار                                          |
| الناتج المحلي الإجمالي الاسمي للفرد دولار أمريكي          | 35.73 ألف                                                           | 15.48 ألف                                           |
| الناتج المحلي الإجمالي للفرد دولار أمريكي                 | 36.58 ألف                                                           | 26.42 ألف                                           |
| مؤشر التنمية البشرية                                      | 0.899                                                               | 0.772                                               |
| رمز المكالمات الدولي                                      | +972                                                                | +248                                                |
| رمز الإنترنت                                              | .il                                                                 | .sc                                                 |
| المنطقة الزمنية                                           | توقيت إسرائيل، Israel Summer Time ‏                                  | ت ع م+04:00                                         |

## منظمات دولية مشتركة
يشترك البلدان في عضوية مجموعة من المنظمات الدولية، منها:
| علم المنظمة | اسم المنظمة                               | تاريخ انضمام إسرائيل | تاريخ انضمام سيشل |
| ----------- | ----------------------------------------- | -------------------- | ----------------- |
|             | الأمم المتحدة                             | 11 مايو 1949         | 21 سبتمبر 1976    |
|             | منظمة الشرطة الجنائية الدولية             | ?                    | 1 سبتمبر 1977     |
|             | المركز الدولي لتسوية المنازعات الاستشارية | 22 يوليو 1983        | 19 أبريل 1978     |
|             | الاتحاد الدولي للاتصالات                  | 24 يونيو 1948        | 17 سبتمبر 1999    |
|             | الفريق المعني برصد الأرض                  | ?                    | ?                 |
|             | البنك الدولي للإنشاء والتعمير             | 12 يوليو 1954        | 29 سبتمبر 1980    |
|             | الاتحاد البريدي العالمي                   | ?                    | ?                 |
|             | مؤسسة التمويل الدولية                     | 26 سبتمبر 1956       | 11 يونيو 1981     |
|             | وكالة ضمان الاستثمار متعدد الأطراف        | 21 مايو 1992         | 15 سبتمبر 1992    |
|             | يونسكو                                    | 16 سبتمبر 1949       | 18 أكتوبر 1976    |

## وصلات خارجية
- موقع وزارة الخارجية الإسرائيلية